# 모창록
모창록(慕昌祿, ~773년)은 말갈계 발해인으로서 발해의 관리였다.

## 생애
771년 6월, 발해의 부사(副使)로서 일만복과 함께 325명의 사신단을 데리고 일본으로 향했다. 일본에 도착한 그는 772년 방물(方物)을 전한 뒤 일본으로부터 정4위를 제수받았다.
773년, 모창록이 사망하자 일본 조정에서는 사신을 보내 그를 위로하며, 그에게 종3위를 내렸다.

## 참고 자료
- 『続日本紀』4　新日本古典文学大系15　岩波書店、1995年
- 宇治谷孟『続日本紀 （下）』講談社〈講談社学術文庫〉、1995年